# Offlaga

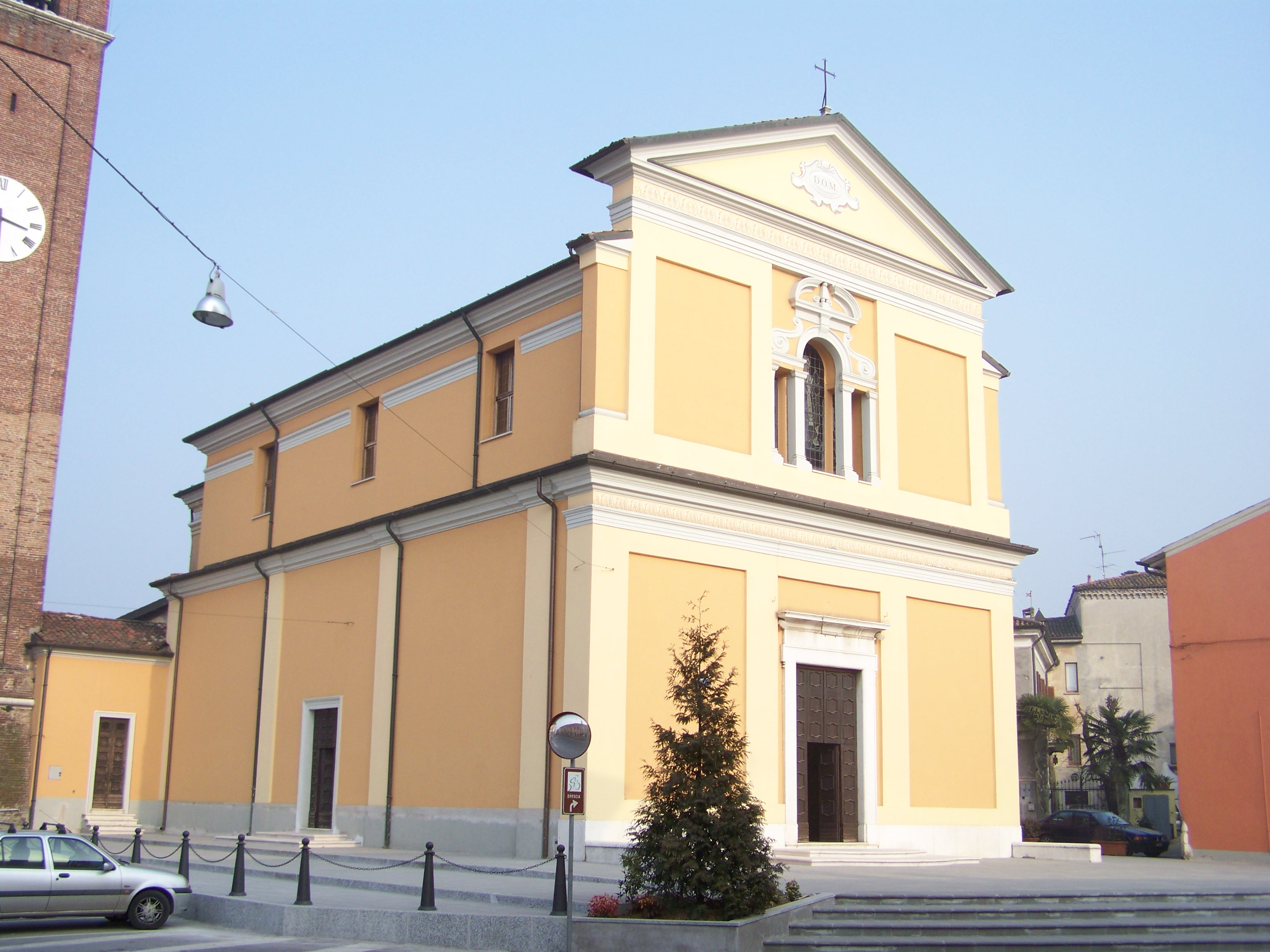
Peter-und-Paul-Kirche in Offlaga

Offlaga ist eine norditalienische Gemeinde (comune) mit 4117 Einwohnern (Stand 31. Dezember 2023) in der Provinz Brescia in der Lombardei. Die Gemeinde liegt etwa 18,5 Kilometer südsüdwestlich von Brescia an der Mella.

## Geschichte
761 wird die Gemeinde erstmals unter dem Namen Ofolaga erwähnt.

## Verkehr
Durch die Gemeinde führt die frühere Strada Statale 668 Lenese (heute die Provinzstraße Brescia (SPBS) 668) von Lonato nach Orzinuovi.